# Флорис (Вірджинія)
Флорис (англ. Floris) — переписна місцевість (CDP) в США, в окрузі Ферфакс штату Вірджинія. Населення — 8341 особа (2020).

## Географія
Флорис розташований за координатами 38°55′46″ пн. ш. 77°24′30″ зх. д. / 38.92944° пн. ш. 77.40833° зх. д. (38.929432, -77.408442).  За даними Бюро перепису населення США в 2010 році переписна місцевість мала площу 7,20 км², з яких 7,16 км² — суходіл та 0,05 км² — водойми.

## Демографія
Згідно з переписом 2010 року, у переписній місцевості мешкало 8375 осіб у 2547 домогосподарствах у складі 2308 родин. Густота населення становила 1163 особи/км².  Було 2562 помешкання (356/км²).
Расовий склад населення:
| - 58,3 % — білих - 33,3 % — азіатів - 3,5 % — чорних або афроамериканців - 0,2 % — корінних американців - 0,1 % — вихідців з тихоокеанських островів |

До двох чи більше рас належало 3,8 %. Частка іспаномовних становила 3,7 % від усіх жителів.
За віковим діапазоном населення розподілялося таким чином: 31,6 % — особи молодші 18 років, 63,2 % — особи у віці 18—64 років, 5,2 % — особи у віці 65 років та старші. Медіана віку мешканця становила 39,5 року. На 100 осіб жіночої статі у переписній місцевості припадало 98,4 чоловіків;  на 100 жінок у віці від 18 років та старших — 95,0 чоловіків також старших 18 років.
Середній дохід на одне домашнє господарство  становив 201 389 доларів США (медіана — 204 073), а середній дохід на одну сім'ю — 207 852 долари (медіана — 203 710). За межею бідності перебувало 3,4 % осіб, у тому числі 5,1 % дітей у віці до 18 років та 6,4 % осіб у віці 65 років та старших.
Цивільне працевлаштоване населення становило 5000 осіб. Основні галузі зайнятості: науковці, спеціалісти, менеджери — 31,4 %, освіта, охорона здоров'я та соціальна допомога — 12,8 %, фінанси, страхування та нерухомість — 9,8 %, публічна адміністрація — 8,9 %.